# 杜珠
杜 珠（と しゅ、? - 348年以降）は、後趙の天王石虎（武帝）の2番目の天王后。

## 生涯
西晋の幽州刺史王浚の家妓であった。
314年、前趙の征東大将軍石勒が王浚の本拠地薊城を攻略すると、杜珠は捕虜となった。石勒の甥である石虎は彼女を見初め、石勒へ娶らせてもらうよう請うた。その為、石勒は杜珠と引見すると、才人と号して石虎の側妾とした。
その性格は恭順にして慈しみがあり、優しく素直であったという。石虎からは正室である鄭桜桃に次ぐ寵愛を受け、石宣を生んだ。
337年1月、石虎が天王位に即くと、杜珠は昭儀となった。7月、天王太子石邃が石虎の怒りを買って処刑されると、天王后鄭桜桃もまた東海太妃に落とされた。その為、代わって石宣が天王太子に立てられ、杜珠は天王后に立てられた。
347年1月、杜珠は近郊において先蚕の礼（養蚕業の繁栄を祈る儀礼）を行った。
348年8月、石宣は異母弟の石韜を殺害した事により、石虎に処刑された。これにより杜珠は天王后を廃され、庶人に落とされた。その後の生死は不明である。

## 男子
- 石宣

## 伝記資料
- 『晋書』石虎載記
- 『十六国春秋』
- 『資治通鑑』
- 『太平御覧』